# Mistrzostwa Afryki w Piłce Ręcznej Mężczyzn 1989
Mistrzostwa Afryki w piłce ręcznej mężczyzn 1989 – ósme mistrzostwa Afryki w piłce ręcznej mężczyzn, oficjalny międzynarodowy turniej piłki ręcznej o randze mistrzostw kontynentu organizowany przez CAHB mający na celu wyłonienie najlepszej męskiej reprezentacji narodowej w Afryce, który odbył się w Algierii w 1989 roku.
Piąty tytuł z rzędu zdobyła reprezentacja Algierii.

## Klasyfikacja końcowa
| Miejsce | Reprezentacja            | Uwagi          |
| ------- | ------------------------ | -------------- |
| złoto   | Algieria                 | awans: MŚ 1990 |
| srebro  | Egipt                    | -              |
| brąz    | Tunezja                  | -              |
| 4       | Kongo                    | -              |
| 5       | Maroko                   | -              |
| 6       | Wybrzeże Kości Słoniowej | -              |
| 7       | Angola                   | -              |